# Azaleodes
Azaleodes är ett släkte av fjärilar. Azaleodes ingår i familjen Palaephatidae.
Kladogram enligt Catalogue of Life:
| Azaleodes | \| \| Azaleodes brachyceros \| \| \| \| \| \| Azaleodes fuscipes \| \| \| \| \| \| Azaleodes megaceros \| \| \| \| \| \| Azaleodes micronipha \| \| \| \| |
|           | \| \| Azaleodes brachyceros \| \| \| \| \| \| Azaleodes fuscipes \| \| \| \| \| \| Azaleodes megaceros \| \| \| \| \| \| Azaleodes micronipha \| \| \| \| |
|           | Palaephatus |
|           | |
|           | Ptyssoptera |
|           | |
|           | Sesommata |
|           | |
|           | Azaleodes brachyceros |
|           | |
|           | Azaleodes fuscipes |
|           | |
|           | Azaleodes megaceros |
|           | |
|           | Azaleodes micronipha |
|           | |

|  | Azaleodes brachyceros |
|  |                       |
|  | Azaleodes fuscipes    |
|  |                       |
|  | Azaleodes megaceros   |
|  |                       |
|  | Azaleodes micronipha  |
|  |                       |